# West Fargo
West Fargo est une ville américaine située dans le comté de Cass, dans l'Est du Dakota du Nord, dans la banlieue ouest de Fargo (d'où sa désignation).
La population de la ville s'élevait à 35 708 habitants en 2017 (soit la 5e ville de l’État), en très forte augmentation ces dernières années.

## Histoire
West Fargo a été fondée en 1926.

## Démographie
| Groupe            | West Fargo | Dakota du Nord | États-Unis |
| ----------------- | ---------- | -------------- | ---------- |
| Blancs            | 93,5       | 90,0           | 72,4       |
| Afro-Américains   | 2,0        | 1,2            | 12,6       |
| Métis             | 1,8        | 1,8            | 2,9        |
| Asiatiques        | 1,4        | 1,0            | 4,8        |
| Amérindiens       | 1,0        | 5,4            | 0,9        |
| Autres            | 0,4        | 0,5            | 6,2        |
| Total             | 100        | 100            | 100        |
|                   |            |                |            |
| Latino-Américains | 1,8        | 2,0            | 16,7       |

Selon l'American Community Survey, pour la période 2011-2015, 92,59 % de la population âgée de plus de 5 ans déclare parler l'anglais à la maison, 1,60 % déclare parler une langue africaine, 1,24 % l'allemand, 1,24 % l'espagnol, 0,92 % le vietnamien et 2,42 % une autre langue.
| 1940 | 1950  | 1960  | 1970  | 1980   | 1990   |
| ---- | ----- | ----- | ----- | ------ | ------ |
| 707  | 1 632 | 3 328 | 5 161 | 10 099 | 12 287 |

| 2000   | 2010   | - | - | - | - |
| ------ | ------ | - | - | - | - |
| 14 940 | 25 830 | - | - | - | - |

## Source
- (en) Cet article est partiellement ou en totalité issu de l’article de Wikipédia en anglais intitulé « West Fargo, North Dakota » (voir la liste des auteurs).